# When I Get Home (альбом)
When I Get Home — четвертий студійний альбом американської співачки та авторки пісень Соланж, який був випущений 1 березня 2019 року. Це логічне продовження її попереднього альбому 2016 року A Seat at the Table, який досліджує Х'юстон (штат Техас), рідне місто Соланж.

## Передумови та просування
Соланж почала працювати над альбомом в своєму рідному місті, Х'юстоні, після завершення туру на підтримку свого попереднього альбому A Seat at the Table. У жовтні 2018 року в інтерв'ю журналу T: The New York Times Style Magazine вона заявила, що майбутній альбом, записаний між Новим Орлеаном, Х'юстоном, каньйоном Топанга та Ямайкою, майже завершений. Щодо звучання альбому артистка сказала наступне: «В основі багато джазу … Але з електронікою, хіп-хопом й драм-н-басом, тому що я хочу, щоб звук змушував трястись твій багажник».
27 лютого 2019 року Соланж випустила відео-тизер у соціальних мережах, а 28 лютого опублікувала трек-лист альбому.

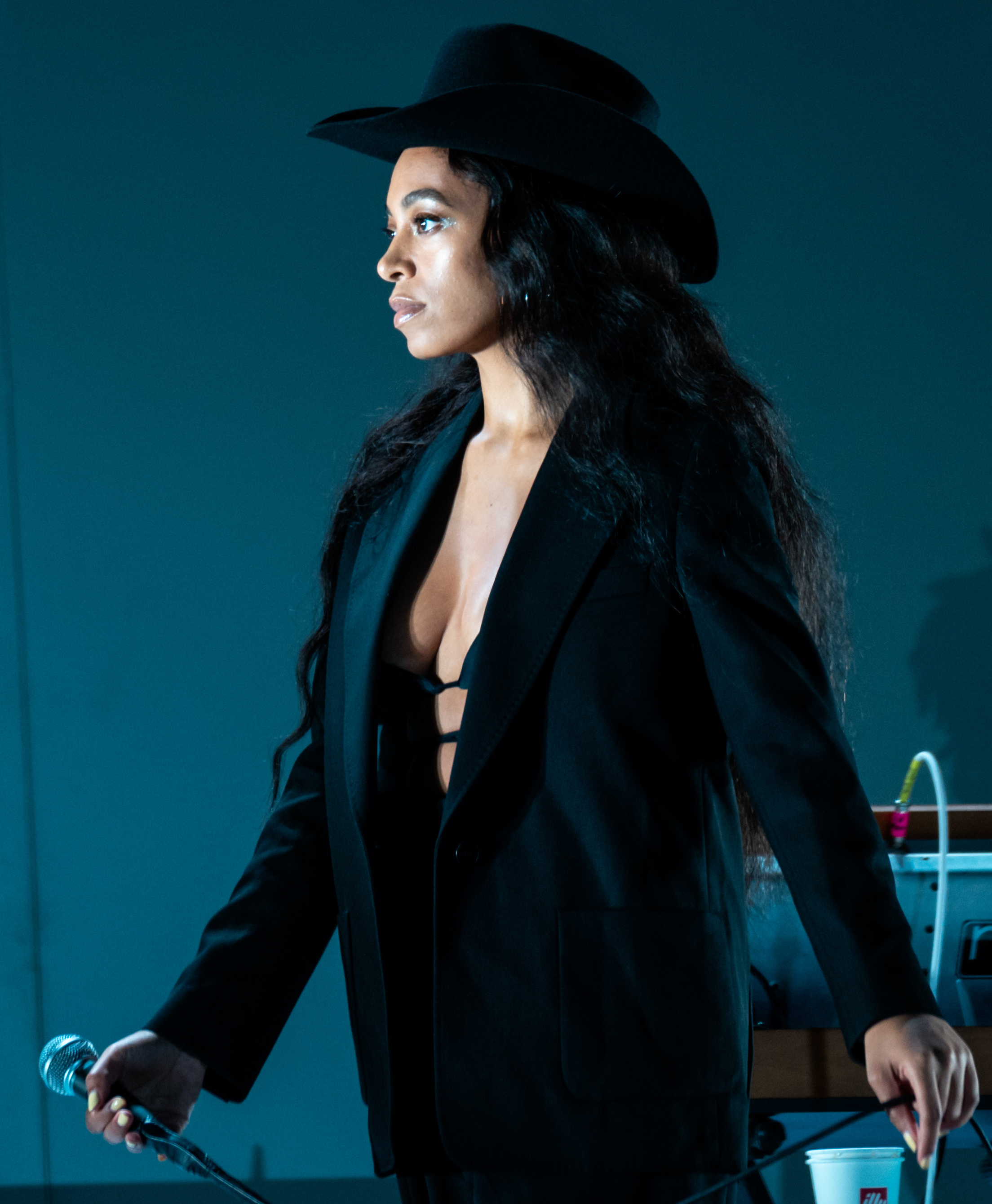
Соландж на Bonnaroo Music and Arts Festival після прем'єри альбому When I Get Home

## Композиція
«When I Get Home» поєднує в собі «космічний» джаз, хіп-хоп і ритм-енд-блюз. Альбом був описаний як ода хіп-хоп сцені Х'юстона, а сам наратив альбому складається з розповідей низки афроамериканок із Третього району, де Соланж виросла. У написанні альбому Соланж надихалась музикою Стіві Вандера, Стіва Райха, Еліс Колтрейн і Сан Ра. Соландж також зазначила, що альбом був більше зосереджений на тому, що вона мала «відчути», порівняно з попереднім альбомом «A Seat at the Table», який був зосередженим на тому, що вона мала «сказати».

## Відгуки критиків
На Metacritic альбом When I Get Home отримав середню оцінку в 89 балів на основі 25 рецензій, що вказує на «загальне визнання».

## Список композицій
| When I Get Home | When I Get Home                           | When I Get Home                                              | When I Get Home                                                   | When I Get Home |
| #               | Назва                                     | Автор                                                        | Producer(s)                                                       | Тривалість      |
| --------------- | ----------------------------------------- | ------------------------------------------------------------ | ----------------------------------------------------------------- | --------------- |
| 1.              | «Things I Imagined»                       | Solange                                                      | Solange John Key Christophe Chassol                               | 1:59            |
| 2.              | «S McGregor» (interlude)                  | Solange Key Giovanni Cortez                                  | Solange Key Standing on the Corner                                | 0:16            |
| 3.              | «Down with the Clique»                    | Solange                                                      | Solange Key John Carroll Kirby Standing on the Corner [a]         | 3:42            |
| 4.              | «Way to the Show»                         | Solange                                                      | Solange Key Kirby                                                 | 2:55            |
| 5.              | «Can I Hold the Mic» (interlude)          | Solange Chassol                                              | Solange Chassol                                                   | 0:22            |
| 6.              | «Stay Flo»                                | Solange                                                      | Solange Kirby Metro Boomin                                        | 2:56            |
| 7.              | «Dreams»                                  | Solange Duval Kojo Bankole Timothy                           | Solange Key Chassol Jamire Williams Dev Hynes Earl Sweatshirt [a] | 2:28            |
| 8.              | «Nothing Without Intention» (interlude)   | Solange Julez Smith II Cortez Amber Venerable Raquel Egbuonu | Solange Smith Standing on the Corner                              | 0:24            |
| 9.              | «Almeda»                                  | Solange Terius Nash Jordan Carter                            | Solange Kirby Pharrell                                            | 3:56            |
| 10.             | «Time (Is)»                               | Solange Sampha Sisay                                         | Solange Key Kirby                                                 | 3:40            |
| 11.             | «My Skin My Logo»                         | Solange Radric Davis                                         | Solange Key Kirby Davis Williams Tyler, the Creator Steve Lacy    | 2:56            |
| 12.             | «We Deal with the Freak'n» (intermission) | Solange Sidney Barnes Greg Perry                             | Solange                                                           | 0:32            |
| 13.             | «Jerrod»                                  | Solange                                                      | Solange Key Kirby                                                 | 3:02            |
| 14.             | «Binz»                                    | Solange Key Nash Noah Lennox                                 | Solange Key Panda Bear                                            | 1:51            |
| 15.             | «Beltway»                                 | Solange Charles Simmons, Jr.                                 | Solange Kirby                                                     | 1:41            |
| 16.             | «Exit Scott» (interlude)                  | Solange Key Lacy Simmons Cortez                              | Solange Key Lacy Standing on the Corner                           | 1:01            |
| 17.             | «Sound of Rain»                           | Solange                                                      | Solange Key Pharrell                                              | 3:06            |
| 18.             | «Not Screwed!» (interlude)                | Solange Cortez Brad Jordan                                   | Standing on the Corner                                            | 0:22            |
| 19.             | «I'm a Witness»                           | Solange                                                      | Solange Key                                                       | 1:52            |
| 39:01           |                                           |                                                              |                                                                   |                 |

## Чарти
| Чарт (2019)                                          | Найвища позиція |
| ---------------------------------------------------- | --------------- |
| Австралія Australian Albums (ARIA)                   | 17              |
| Бельгія Belgian Albums (Ultratop Flanders)           | 18              |
| Бельгія Belgian Albums (Ultratop Wallonia)           | 165             |
| Канада Canadian Albums (Billboard)                   | 16              |
| Данія Danish Albums (Hitlisten)                      | 21              |
| Нідерланди Dutch Albums (MegaCharts)                 | 19              |
| Франція French Albums (SNEP)                         | 84              |
| Ірландія Irish Albums (IRMA)                         | 44              |
| Lithuanian Albums (AGATA)                            | 26              |
| Нова Зеландія New Zealand Albums (Recorded Music NZ) | 26              |
| Швеція Swedish Albums (Sverigetopplistan)            | 46              |
| Швейцарія Swiss Albums (Schweizer Hitparade)         | 27              |
| Велика Британія UK Albums (OCC)                      | 18              |
| US Billboard 200                                     | 7               |
| США Top R&B/Hip-Hop Albums (Billboard)               | 3               |